# Un chapeau de paille d'Italie (film, 1941)
Pour les articles homonymes, voir Un chapeau de paille d'Italie (homonymie).
Pour plus de détails, voir Fiche technique et Distribution.
Un chapeau de paille d'Italie est un film français réalisé par Maurice Cammage, sorti en 1941.

## Synopsis
Sur le point d'épouser Hélène Nonencourt, le jeune rentier Fadinard va la rejoindre en calèche, ainsi que toute la noce, quand son cheval mange malencontreusement le chapeau de madame Beauperthuis, dissimulée dans un fourré du bois de Vincennes avec le lieutenant Émile Tavernier. Les deux amants somment Fadinard de trouver sur-le-champ un nouveau chapeau, parfaitement identique, car le mari de madame Beauperthuis est jaloux et particulièrement soupçonneux.
Fadinard se rend chez la modiste Clara, et découvre avec effarement que c'est la fiancée qu'il a lâchement abandonnée six mois plus tôt. Peu rancunière, celle-ci lui donne l'adresse de la baronne de Champigny, qui vient d'acquérir le même chapeau que madame Beauperthuis. Après s'être marié à la mairie et à l'église, Fadinard se rend chez la baronne, où on le prend pour un ténor devant se produire lors d'un concert privé. Quant à la noce, elle débarque également chez la baronne et festoie, persuadée qu'il s'agit du restaurant où devait se dérouler le repas nuptial.

## Fiche technique
- Réalisation : Maurice Cammage
- Scénario : D'après la pièce éponyme d'Eugène Labiche et Marc-Michel
- Adaptation : Maurice Cammage, Jacques Chabannes
- Dialogue : Jacques Chabannes
- Décors : Robert Giordani
- Photographie : Willy Faktorovitch
- Montage : Raymond Leboursier
- Musique : Vincent Scotto
- Son : Marcel Lavoignat
- Tournage : novembre 1940
- Directeur de production : Denis Barthès
- Société de production : Prodiex
- Format : noir et blanc, 35 mm
- Durée : 85 minutes
- Genre : Comédie
- Dates de sortie en France :
  - 1941, Lyon
  - 26 janvier 1944 à Paris
- Affiche : Roger Cartier (France)

## Distribution
- Fernandel : Fadinard, le jeune marié
- Félicien Tramel : le pépiniériste Nonencourt, père d'Hélène
- Fernand Charpin : M. Beauperthuis
- Édouard Delmont : Vésinet, oncle de Fadinard
- Jacques Erwin : le lieutenant Émile Tavernier, amant de madame Beauperthuis
- Andrex : le vicomte Achile de Rosalba, cousin de la baronne de Champigny
- Jacqueline Laurent : Hélène, fiancée, puis épouse de Fadinard
- Josseline Gaël : Mme Anaïs Beauperthuis
- Thérèse Dorny : la baronne de Champigny
- Jean-Pierre Kérien : Félix, domestique de Fadinard
- Simone Paris : la modiste Clara, ex-fiancée de Fadinard
- Milly Mathis : la tante Agathe
- Lucien Callamand : l'ordonnateur de la noce
- Jean Mello : Bobin, cousin d'Hélène et amoureux d'elle
- Jacqueline Roman : Virginie, domestique des Beauperthuis
- Sonia Gobar : la femme de chambre
- Maryse Dorand